# Ayşegül Aldinç
Ayşegül Aldinç, född 28 september 1957 i Istanbul, är en turkisk sångerska och skådespelerska.
Aldinç deltog tillsammans med Modern Folk Üçlüsü i Eurovision Song Contest 1981. De framförde bidraget Dönme dolap och kom på delad artonde plats med nio poäng. Hon deltog i den turkiska uttagningen 1983 med bidraget Heyecan och kom på tredje plats. Hon deltog igen 1984 med Merhaba ümit, som blev utan placering.

## Diskografi
- ...Ve Ayşegül Aldinç (1988)
- Benden Söylemesi (1991)
- Alev Alev (1993)
- Söze Ne Hacet (1996)
- Nefes (2000)
- O Kız (2010)

## Filmer
- Katırcılar (1987)
- Yağmur Kaçakları (1989)
- Kara Sevda (1989)
- Yeşil Bir Dünya (1990)
- Ağrı’ya Dönüş (1994)
- Gerilla (1995)
- Deniz Bekliyordu (1996)
- Kahpe Bizans (2000)
- Güle, Güle (2000)
- Hayal Kurma Oyunları (2000)

## TV-serier
- Acımak (1986)
- Taşların Sırrı (1992)
- Aziz Ahmet (1994)
- Yorgun Savaşçı (1995)
- Aşk ve Gurur (2002)
- Efsane (2002)
- Ablam Böyle İstedi (2003)
- Sultan Makamı (2003)
- Son Yaprak (2004)
- Misi (2005)
- Pis Yedili (2011)